# Gogó Andreu
Ricardo César Andreu mais conhecido como Gogó Andreu (Buenos Aires, 27 de julho de 1919 - 1 de maio de 2012) foi um ator argentino, comediante e músico argentino.
Nasceu em uma família de atores. Seus pais eram Antonio Andreu e Isabel Anchart, que eram proprietários de uma companhia de teatro itinerário que fez passeios através das províncias argentinas.
Morreu na cidade de Buenos Aires, aos 92 anos.

## Filmografia selecionada
- Lucrezia Borgia (1947)
- Rhythm, Salt and Pepper (1951)
- The Phantom of the Operetta (1955)

## Televisão
- 1965-1974: La tuerca.
- 1982: La tuerca.
- 1989-1995: La familia Benvenuto.
- 1993: Canto rodado (escuela de arte).
- 1995: Bajamar.
- 1996: como pan caliente.
- 1998: Fiscales.
- 1998: Muñeca brava.
- 1999: Mi ex.
- 2000: Ilusiones (compartidas).
- 2001: Provócame.
- 2007: Los cuentos de Fontanarrosa.
- 2008: Vidas robadas.